# Gambino-Familie
Die Gambino-Familie (Gambino Crime Family), einstmals bekannt als Mangano-Familie, ist eine italo-amerikanische Mafiafamilie der amerikanischen Cosa Nostra und eine der sogenannten Fünf Familien von New York City, die dort die organisierte Kriminalität in weiten Teilen beherrschen.

## Geschichte

### Von der Camorra zur Mafia
Die Vorläufer der Familie lassen sich bis zurück auf Enrico Alfano, der 1907 nach Italien abgeschoben wurde, und seinem Nachfolger Pellegrino Morano verfolgen. Morano begann als Anführer der Camorra in Brooklyn 1914 einen Krieg mit der sizilianischen Mafia, den sogenannten Mafia-Camorra-Krieg. So legte er sich insbesondere mit der Morello-Familie an, die als Vorläufer der Genovese-Familie gelten kann. Diese stellte mit Giuseppe Morello so etwas wie den ersten „Capo di tutti i capi“ (italienisch: Boss aller Bosse) in New York City. Allerdings musste dieser 1910 mit seinem Schwager Ignazio Saietta von der Black Hand Gang eine Gefängnisstrafe wegen der Verbreitung von Falschgeld antreten. Offenbar hoffte Morano mit der Beseitigung von Nicholas Morello, der die Nachfolge seines einsitzenden Bruders übernommen hatte, die Auseinandersetzung gegen die Sizilianer zu gewinnen.
Als Nicholas Morello und sein Bodyguard Charles Ubriaco am 6. November 1916 auf dem Weg zu einer friedlichen Einigung im Navy Street Cafe waren, wurden sie vor dem Straßencafé von fünf Personen angegriffen und getötet. Die Gegend wurde von der Navy Street Gang beherrscht, deren Boss Alessandro Vollero ein wichtiger Unterführer von Morano war. Das Navy Street Cafe war zugleich Hauptquartier der Navy Street Gang. Morano und Vollero fühlten sich vollständig sicher, wurden dann aber für diese Tat tagelang in Haft genommen, da einer der fünf Schützen offenbar vor der Polizei ausgesagt hatte. 1917 wurde Morano verurteilt und 1919 nach Italien abgeschoben. Dadurch schwand der Einfluss der Camorra, die Gruppe von Morano wurde von dem Sizilianer Salvatore „Toto D’Aquila“ übernommen, der damit als erstes eigentliches Oberhaupt des später als Gambino-Familie bezeichneten Mafia-Clans gelten kann.
Die Auseinandersetzung zwischen Sizilianern und Nichtsizilianern sollte später immer wieder eine Rolle in den internen Auseinandersetzungen spielen, siehe insbesondere die spätere Öffnung der Unione Siciliana für Nicht-Sizilianer. Andererseits waren die US-amerikanische Mafia und andere italienische Gruppen nicht wie in der alten Heimat die einzigen, die illegal Gewalt ausübten, sondern sie standen in Konkurrenz zu anderen ethnischen Gruppen, insbesondere irischer und aschkenasisch-jüdischer Herkunft (Kosher Nostra); aus diesem Grund wurde die Mitgliedschaft nicht nur nach Herkunft geprägt, wie etwa in Italien oder auf Sizilien, sondern war taktisch bestimmt.
Toto D’Aquila war bereits auf Sizilien Mitglied der ursprünglichen Mafia gewesen, bevor er in die USA ausgewandert war, und galt damit als ein so genannter Mustache Pete, da er neben italienischem Käse, Olivenöl etc. eben auch die Methoden der sizilianischen Mafia in die USA einführte. Bereits aus den Jahren 1906 und 1909 existierten polizeiliche Erkenntnisse über seine Aktivitäten. Am 28. Oktober 1928 wurde er von den Killern Joe Masserias erschossen.

### Alfred Mineo und der „Krieg von Castellammare“
Joe Masseria hatte sich in der Morello-Familie durchgesetzt, der 1919 entlassene Peter Morello (alias Giuseppe Morello) galt als sein Capo und auch andere Mitglieder des Morello-Terranova Clans wie zum Beispiel Ciro Terranova ordneten sich unter, so dass Masseria durchaus als Oberboss der gesamten US-amerikanischen Cosa Nostra in New York City zum damaligen Zeitpunkt angesehen werden kann.
Nachfolger von D’Aquila wurde zunächst Alfred Mineo; aber D’Aquila sollte nicht der einzige Tote bleiben. Durch den Faschismus in Italien hatte die Mafia auf Sizilien Probleme bekommen. Das stillschweigende Bündnis mit dem Staat, das von Duldung bis Korruption reichte, funktionierte nicht mehr ohne weiteres. Das Unrechtssystem des Faschismus stand der Skrupellosigkeit und Brutalität der Mafia in nichts nach. So wurde zum Beispiel später der Mafioso Don Vito Cascio Ferro 1943 einfach in seiner Zelle zurückgelassen, als die Alliierten ihre Landung auf Sizilien durchführten, in der er verschmachtete. Don Ferro mit erstklassigen Kontakten zum Beispiel zur Morello-Familie und zur Black Hand Gang war vermutlich für die Entsendung von Salvatore Maranzano nach New York City verantwortlich.
Das war geradezu eine Flucht von Mafia-Mitgliedern unter anderem nach New York City (US-amerikanische Quellen beziffern eine Zahl von 500) und möglicherweise plante Don Ferro selbst seine erneute Emigration, die 1909 durch seine Ausweisung nach Italien gescheitert war. Maranazano, ob nun im Auftrag für seinen Don oder im eigenen Interesse, begann nun den Kampf gegen Joe Masseria; der als Krieg von Castellammare bezeichnet wird, da Maranzano gebürtige Sizilianer aus Castellammare del Golfo um sich sammelte. In dieser Auseinandersetzung versuchte er sich 1930–1931 als „Boss aller Bosse“ durchzusetzen, was ihnen allerdings letztendlich – trotz der Ermordung von Joe Masseria am 15. April 1931 – misslang und zur Bildung des National Crime Syndicate führte.
Im Zuge dieser Auseinandersetzung wurde Mineo am 5. November 1930 erschossen. Diese Ermordung gilt als einer der Auftakte im „Krieg von Castellammare“, der faktisch mit der Ermordung von Peter „the Clutch Hand“ Morello am 15. August 1930 begonnen hatte. Der Nachfolger von Mineo wurde nun der mit Maranzano verbündete Frank Scalise. Da allerdings Maranzano selbst am 10. September 1931 ermordet wurde, musste er abtreten und Vincent Mangano übernahm die Gruppe, da er zur nun siegreichen Gruppe um Lucky Luciano gehörte.

### Konflikt zwischen Vincent Mangano und Albert Anastasia
Manganos Geschäftsidee bezog sich auf die Kontrolle von Docks und Häfen. Er erhob im Prinzip Schutzgeld auf Waren von Speditionen und Schifffahrtsgesellschaften, die diese verschiffen oder anlanden wollten. Außerdem verlangten sie eine Tagesgebühr von jedem Hafenarbeiter, der in den Docks arbeitete; dadurch wusste Mangano immer, wann welche Ladung mit welchem Schiff eintraf und konnte entscheiden, ob es nicht sogar lohnend war, sie zu stehlen. Auf diese Weise wurde auch erheblicher Einfluss auf die Gewerkschaften der Dockarbeiter ausgeübt. Hierin lag auch eine der Wurzeln, die direkt in die Gewerkschaftskorruption der Teamsters unter Jimmy Hoffa führte, denn als Gegenleistung der Dienste durch die Gewerkschafter wurde im Prinzip nur noch die Beschäftigung von Gewerkschaftsmitgliedern geduldet.
Zusammen mit dem Vizepräsidenten der International Longshoremen’s Association Emil Camarda gründete Mangano als vordergründiges Aushängeschild den City Democratic Club, der amerikanischen Interessen dienen sollte. Im Hintergrund gingen sie dann allerdings ihren illegalen Aktivitäten nach; insbesondere fanden regelmäßige Treffen der Mitglieder der Murder, Inc. statt, einer speziellen Gruppierung die von 1931 bis etwa 1941 gegen Bezahlung die Mordaufträge der Mafia erledigte. Philip Mangano, der Bruder von Mangano, war ebenso häufig anwesend in diesem ‚Club‘ wie sein Bruder oder der Unterboss Albert Anastasia.
Die Zusammenarbeit zwischen Mangano mit Anastasia war nicht konfliktfrei, da diesem der ‚Arbeitsstil‘ anderer Größen wie Lucky Luciano, Frank Costello und Louis Buchalter näher lag, als die ‚Old School‘ des Vincent Mangano, der noch den klassischen Mafiaregeln anhing. Anastasias Zusammenarbeit mit den anderen Familien hätte eigentlich der Erlaubnis von Mangano bedurft und dieser Umstand legte den Grundstein für einen jahrelangen schwelenden Konflikt zwischen den beiden.
Am 19. April 1951 wurde Manganos Bruder Philip nahe Sheepshead Bay in Brooklyn ermordet aufgefunden. Vincent Mangano selbst verschwand spurlos. Die Motivlage ist etwas unklar; Anastasia überzeugte jedenfalls (laut Frank Costello) die Oberhäupter der anderen Fünf Familien von New York City davon, dass er nur seiner eigenen Ermordung zuvorgekommen sei.

### Neuordnung der Familien
Albert Anastasia war verbündet mit Frank Costello, dem Boss des später als Genovese-Familie bekannt gewordenen Mafia-Clans, der zugleich als Nachfolger Lucky Lucianos als Oberhaupt der Kommission des National Crime Syndicate fungierte, da Luciano 1945 nach Italien abgeschoben worden war. Vito Genovese schickte sich nun an, diesen zu verdrängen. Insgeheim war Genovese mit dem Stellvertreter Anastasias, Carlo Gambino und Joe Profaci, dem Boss der als Colombo-Familie bekannt gewordenen Mafia-Familie, verbündet. Am 2. Mai 1957 erfolgte ein Attentat auf Costello, in dessen Folge Costello zurücktrat und Genovese seine Funktionen übernahm. Am 25. Oktober 1957 wurde Anastasia während eines Friseurbesuches vermutlich von Mitgliedern von Profacis Gruppe ermordet und Gambino übernahm die Leitung der Familie, die heute nach ihm benannt ist.

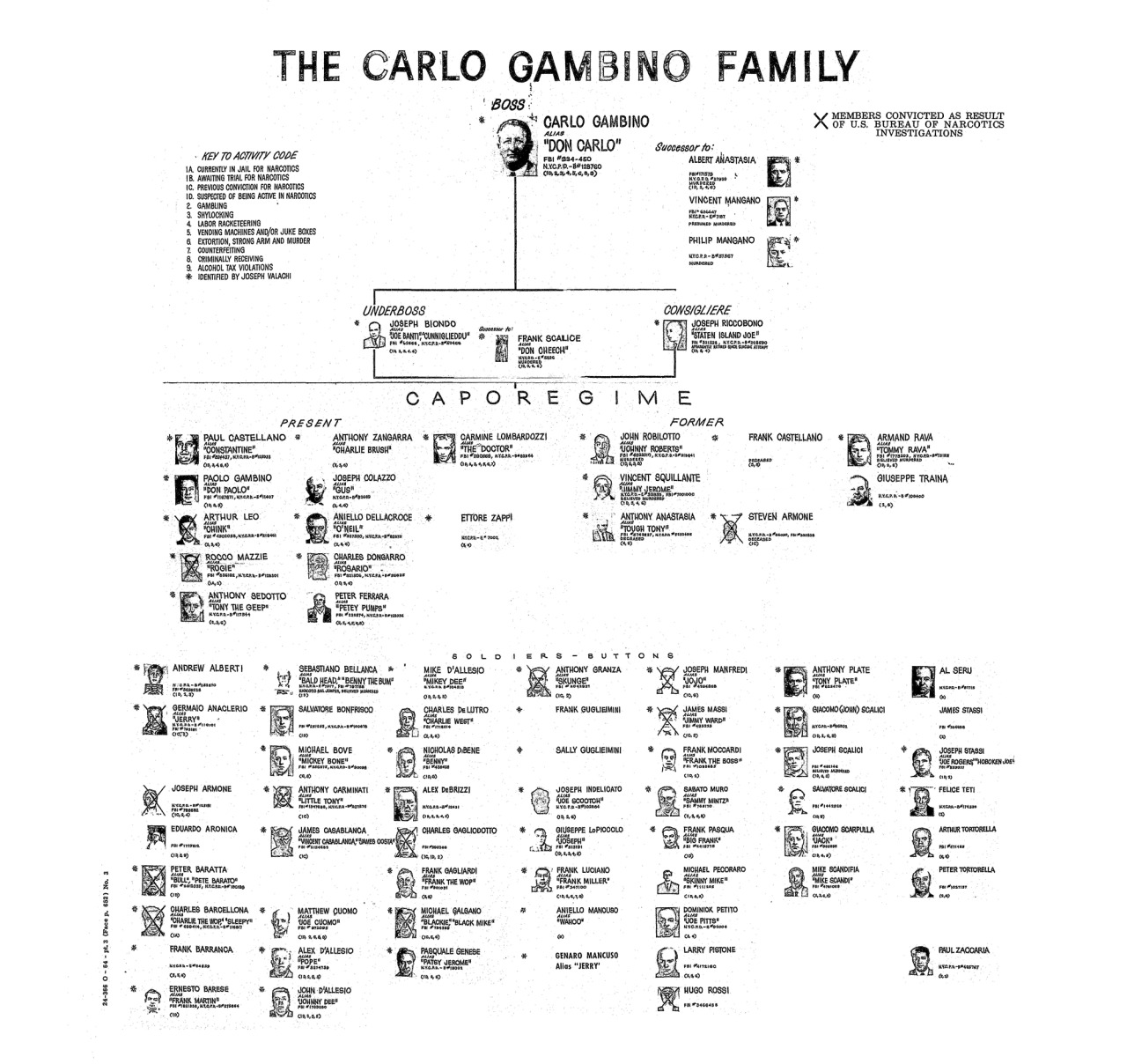
Gambino Organigramm unter Carlo Gambino.

Carlo Gambino ernannte nach seiner Machtübernahme Aniello Dellacroce zu seinem Unterboss. Dieser war lange ein enger Mitarbeiter Anastasias in der Nachfolgeorganisation von Murder Inc. gewesen und konnte so einer Opposition von Anhängern Anastasias entgegenwirken. Gambino und Dellacroce bauten das Geschäft der Familie erheblich aus und konnten ihren Einfluss durch politisch geschickte Schachzüge schließlich auch auf zwei der anderen Mafia-Familien ausdehnen.
Ausgehend vom traditionellen Einfluss auf die Docks engagierte sich die Familie im Rauschgiftschmuggel. Ausgebaut wurde dieser Einfluss durch den Capo Anthony Scotto der Familie, der erheblichen Einfluss in der International Longshoremen’s Association aufbauen konnte. Gemeinsam mit der Lucchese-Familie verdrängten sie andere Gruppen illegaler Akteure um den John F. Kennedy International Airport und dehnten ihren Einfluss auf die Müllabfuhr New Yorks und im Garment District aus. Die Unterwanderung wurde von James Squillante, der zu den Killern von Albert Anastasia gehört hatte, betrieben. Er wurde als „king of the garbage collection racket“ (englisch: Schlägerkönig der Müllwerker) bekannt. Die Infiltration der Müllwerker durch die Mafia in New York City verlief parallel zu der Entwicklung bei der Teamsters-Gewerkschaft insgesamt – zu der die Müllwerker gehörten – und begann bereits 1955, als sich die Müllwerker über das „Local 813“ der Gewerkschaft organisierten.
Neben den illegalen Aktivitäten beteiligte sich Carlo Gambino an Pizzerien, Nachtclubs, Textil-, Bau- und Transportunternehmen. Das gute Verhältnis zur Lucchese-Familie wurde untermauert, indem Gambinos Sohn Thomas Gambino 1962 Franca Lucchese heiratete, die Tochter des Bosses Tommy Lucchese.
Als Joseph Bonanno und der Boss der späteren Colombo-Familie Joseph Magliocco in den frühen 1960er-Jahren mit dem Versuch scheiterten, die Macht in der Kommission zu übernehmen, indem sie die Beseitigung Carlo Gambinos, Tommy Luccheses und der Mafia-Bosse von Buffalo (Stefano Magaddino) und Los Angeles (Frank DeSimone) planten, wurde die Angelegenheit vor die Kommission der amerikanischen Mafia gebracht.
Die Kommission setzte Bonanno und Magliocco ab. Maglioccos Nachfolger Joe Colombo war weitestgehend abhängig von Gambino, da er aus eigener Kraft seine Familie nicht in den Griff bekam. Nachdem Lucchese sich 1967 zurückzog, unterstützte Gambino auch dessen Nachfolger Carmine Tramunti, der allerdings im Wesentlichen nur formell das Oberhaupt der Lucchese-Familie war.

### Die Spaltung der Familie unter Paul Castellano und Aniello Dellacroce
In den 1970er Jahren verschlechterte sich Gambinos Gesundheit und er baute seinen Schwager und Cousin Paul Castellano als Nachfolger gegen den aus Sicht der Traditionalisten der Familie geeigneteren Aniello Dellacroce auf. Zum Zeitpunkt des Todes Gambinos war die Familie daher gespalten. Es standen sich eine Brooklyn- und eine Manhattan-Fraktion gegenüber. Während die Brooklyn-Fraktion zu Castellano neigte, hing die Manhattan-Fraktion Dellacroce an. Beide Teile vertraten auch eine unterschiedliche Strategie. Während die Brooklyn-Fraktion eher zu Delikten der Wirtschaftskriminalität neigte, verfolgte Dellacroces Fraktion die üblichen kriminellen Betätigungen. Castellanos Strategie war letztlich die bereits von Gambino betriebene Methode, illegales Geld in legale Geschäftsfelder zu investieren.
Der Rückhalt bei der Manhattan-Fraktion schwand mehr und mehr. Problematisch wurde schließlich das Verbot Castellanos, sich am Drogenhandel zu beteiligen. Verstöße sollten nach einer Rücksprache mit dem Boss der Genovese-Familie Vincent Gigante durch Mitglieder dieser Familie durchgeführt werden. Castellano hatte dieses Verbot erlassen, da er eine erhöhte Aufmerksamkeit der staatlichen Stellen und Behinderungen bei sonstigen Aktivitäten befürchtete. Allerdings waren Mitglieder der Manhattan-Fraktion auch entgegen Castellanos ausdrücklichen Verbots im Drogengeschäft tätig. Als 1983 Abhörmaßnahmen des FBI 13 Mitglieder der Gambino-Familie mit Rauschgiftgeschäften in Verbindung brachten, spitzte sich das Problem zu. Das FBI hatte unter anderem Telefonate von Angelo Ruggiero abgehört, die auch den Capo John Gotti und dessen Bruder Gene Gotti belasteten. Castellano drängte darauf, Einsicht in die Mitschnitte zu erhalten, um sein Verbot gegebenenfalls durchzusetzen. Versuche Ruggieros und John Gottis, über Dellacroce Castellano hiervon abzubringen, gelangen 1984 und 1985, scheiterten aber schließlich an Dellacroces fortgeschrittener Krebserkrankung. Nachdem Dellacroce am 2. Dezember 1985 verstarb, standen die Gottis endgültig vor der Alternative, entweder selbst getötet zu werden oder Castellano zu beseitigen. Am 16. Dezember wurde Castellano zusammen mit seinem neuen Underboss Thomas Bilotti vor einem Steak-Restaurant in Manhattan von vier Männern erschossen. Das gesamte Team, das an diesem Attentat beteiligt war, bestand vermutlich aus 11 Männern (inklusive des Hauptauftraggebers John Gotti), wobei Sammy Gravano und Gotti die Tat von einem Auto aus beobachteten.

### Der Gotti-Clan
Nach dem Tod Castellanos übernahm John Gotti, auf den das Attentat zurückging, die Leitung der Gambino-Familie. Seine Zeit als Boss der Familie sollte von großer öffentlicher Aufmerksamkeit geprägt sein. Gotti war gerne in der Presse präsent, was traditionellere Mafiosi, wie etwa Vincent Gigante, ablehnten. Gotti leitete seine Geschäfte vor allem aus dem Hinterzimmer des „Ravenite Club“ in Little Italy und hielt dort regelrecht Hof.
Gottis Machtübernahme war in anderen Mafia-Familien, mit denen er den Coup nicht abgesprochen hatte, auf Ablehnung gestoßen. Am 13. April 1986 kam es zu einem Bombenattentat, das Gotti gegolten hatte, bei dem aber nur sein „Underboss“ Frank DeCicco getötet wurde. Dieses Attentat wurde vermutlich durch Anthony Casso geplant, der für diese Vendetta engagiert wurde.
Den Ruf als „Teflon-Don“ erlangte Gotti, nachdem diverse Gerichtsverfahren gegen ihn mit Freisprüchen endeten. Gründe hierfür waren ein bestochener Geschworener und ein bezahlter Spitzel Gottis bei der New Yorker Polizei. Allerdings ermittelte das FBI gegen Gotti bewusst unabhängig von Polizei und Staatsanwaltschaft. Hierzu bediente sich das FBI umfangreichen Abhörmaßnahmen und einiger Informanten. Als Gotti seinem „Underboss“ Sammy Gravano mehr und mehr Misstrauen entgegenbrachte – er betrachtete ihn unter anderem als zu gierig – und deshalb den Gedanken der Ermordung äußerte, konfrontierte das FBI Gravano hiermit und mit Ermittlungsergebnissen gegen ihn. Gravano sagte daraufhin gegen Gotti aus. Am 2. April 1992 wurde Gotti daraufhin zu einer lebenslangen Freiheitsstrafe ohne Aussicht auf Bewährung verurteilt.
Nachdem John Gotti inhaftiert wurde, leitete er die Familie von seiner Zelle aus, indem er Nachrichten über seine Brüder und seinen Sohn John A. Gotti, genannt „Junior“ weitergab. Das tägliche Geschäft wurde indessen im Wesentlichen von den Capos John D’Amico, James Failla und Nicholas Corozzo übernommen, letzterer soll auf Drängen von John Gottis jüngerem Bruder Gene Gotti die Position eines „Acting-Boss“ übernommen haben.
1994 wurden allerdings Failla verurteilt und kurz vor Weihnachten 1996 Corozzo verhaftet. Failla wurde zu sieben Jahren und Corozzo und zu einer achtjährigen Freiheitsstrafe verurteilt. Die Leitung der Familie wurde daraufhin vom Sohn John Gottis übernommen, bevor auch er 1998 zu einer Freiheitsstrafe von 77 Monaten verurteilt wurde. Als John Gotti am 10. Juni 2002 im Gefängnis starb, wurde sein Bruder Peter Gotti zum Boss. Zu diesem Zeitpunkt hatte die Gambino-Familie erheblich an Größe und Bedeutung verloren. Von einer Stärke von etwa 250 Vollmitgliedern war die Familie auf eine Stärke von 150 Vollmitgliedern geschrumpft. Von den 21 im Jahre 1991 für die Familie tätigen Capos waren nur noch fünf aktiv und 13 der ehemaligen Capos entweder in Haft oder bereits verstorben.

### Old Bridge
Neuerlich in die Schlagzeilen geriet die Gambino-Familie als am 8. Februar 2008 im Rahmen einer gemeinsamen Aktion US-amerikanischer und italienischer Ermittlungsbehörden gegen das organisierte Verbrechen viele Mitglieder und Assoziierte der Familie, unter ihnen der damalige Anführer John D’Amico, festgenommen wurden.
Auslöser für die Aktion, bei der in den USA und auf Sizilien insgesamt etwa 90 Mitglieder und Assoziierte diverser Mafiafamilien inhaftiert wurden, war unter anderem der Verdacht, dass sizilianische Mafiosi aus dem Umfeld von Salvatore Lo Piccolo in letzter Zeit versuchten, engere Beziehungen zum organisierten Verbrechen von New York herzustellen und so die Pizza Connection wiederzubeleben.
Allein in Italien sollen etwa 300 Einsatzkräfte an der Aktion beteiligt gewesen sein, die 20–30 Personen festnahmen, die aus dem Umfeld von Salvatore Lo Piccolo stammen, der bereits eine Woche vor der Aktion festgenommen worden war. Gefasst wurden führende Mitglieder der Familien Inzerillo, Mannino, DiMaggio und Gambino, darunter auch das neue mutmaßliche Oberhaupt Frank Cali, ein Neffe von John Gotti. 62 Personen wurden in den New Yorker Stadtteilen Brooklyn und Cherry Hill verhaftet. Cali soll ein Netz von lebensmittelproduzierenden und -vertreibenden Unternehmen geleitet haben, die dem Cali-Gambino-Inzerillo-Clan als Tarnung für Drogen- und sonstigen Schwarzhandel gedient haben sollen.
Die Staatsanwaltschaft von New York unter Staatsanwalt Benton Campbell legte eine 170 Seiten starke Klageschrift gegen die Verhafteten vor, denen Mord, Erpressung, Kreditwucher, Verschwörung und Drogenhandel vorgeworfen werden. Die Anklage trifft die Führung der Gambino-Familie.

## Historische Führung

### Oberhaupt der Familie
Nicht immer ist das Oberhaupt einer Mafia-Familie so eindeutig zu identifizieren; insbesondere wenn durch eine Haftstrafe ein anderes Familienmitglied in den Vordergrund rückt. Die Betrachtung von außen macht es nicht immer einfach, ein neues Oberhaupt als solches zu erkennen bzw. dessen genaue Amtszeit festzustellen. Außerdem scheint sich gewissermaßen ein Präsidialsystem durchzusetzen; d. h. das Oberhaupt verlagert seine Macht mehr auf einen so genannten „acting boss“ und/oder „street boss“, die ihrerseits wiederum das Oberhaupt als solches weiter anerkennen, auch wenn es zum Beispiel in Haft sitzen sollte.
Eine andere Variante ist in jüngster Zeit die Bildung einer Führungsgruppe, bei der von außen die internen Verhältnisse nur schwer eingeordnet werden können. Auffällig bei der Gambino-Familie ist die höhere gewaltsame Todesrate der Bosse, insbesondere im Gegensatz zur Genovese-Familie oder etwa zum Chicago Outfit.
| Zeitraum  | Name                         | Spitzname                | Lebensdaten | Todesursache                             | Anmerkung                                                           |
| --------- | ---------------------------- | ------------------------ | ----------- | ---------------------------------------- | ------------------------------------------------------------------- |
| ????–1907 | Enrico Alfano                | Erricone                 | 1869/70–?   |                                          | 1907 ausgewiesen                                                    |
| 1907–1919 | Pellegrino Morano            | Don Grino                | 1877–????   |                                          | 1919 ausgewiesen                                                    |
| 1916–1928 | Salvatore D’Aquila           | Toto D’Aquila            | 1878–1928   | am 28. Oktober 1928 erschossen           | Auftraggeber: Joe Masseria                                          |
| 1928–1930 | Alfred Manfredi Mineo        | Al Mineo                 | 1880–1930   | am 5. November 1930 erschossen           | Auftraggeber: Salvatore Maranzano                                   |
| 1930–1931 | Francesco Scalice            | Frank                    | 1893–1957   | am 17. Juni 1957 erschossen              | nach dem Mord an Capo di tutti i capi Salvatore Maranzano abgesetzt |
| 1931–1951 | Vincent Mangano              | The Executioner          | 1888–1951   | wurde offenbar Opfer einer Lupara bianca | verschwand im April 1951                                            |
| 1951–1957 | Albert Anastasia             | Mad Hatter               | 1902–1957   | am 25. Oktober 1957 erschossen           | Boss der Murder, Inc.                                               |
| 1957–1976 | Carlo Gambino                | Don Carlo                | 1902–1976   | natürlicher Tod                          |                                                                     |
| 1976–1985 | Constantino Paul Castellano  | Big Paul                 | 1915–1985   | am 16. Dez. 1985 erschossen              | Auftraggeber: John Gotti                                            |
| 1985–2002 | John Gotti                   | Teflon-Don               | 1940–2002   | Kehlkopfkrebs                            | 1992–2002 inhaftiert                                                |
| 2002–2011 | Peter Gotti                  | One Eyed Pete, Petey Boy | 1939–2021   |                                          | Inhaftiert und mit 81 am 15. Februar 2021 im Gefängnis gestorben.   |
| 2011–2015 | Domenico Cefalu              | Italian Dom              | * 1947      |                                          | 2015 zurückgetreten                                                 |
| 2015–2019 | Francesco Paolo Augusto Calì | Frank                    | 1965–2019   | am 13. März 2019 erschossen              |                                                                     |

Acting Boss:
- 1974–1976: Constantino „Big Paul“ Castellano; wurde 1976 Boss
- 1992–1999: John Angelo „Junior Gotti“ Gotti III (* 1964); Sohn von John Gotti; 1999–2005 inhaftiert
- 1999–2002: Peter „Petey Boy“ Gotti; wurde 2002 Boss
- 2002–2005: Arnold Ezekiel „Squiggy“ Squitieri (1936–2022); 2005–2012 inhaftiert
- 2005–2008: Nicholas „Little Nick“ Corozzo (* 1940); seit 2008 inhaftiert

Street Boss (Front Boss):
- 1991–1992: (Gremium) – John Angelo „Junior Gotti“ Gotti III, James „Jimmy Brown“ Failla (1919–1999), Nicholas „Little Nick“ Corozzo (* 1940), John „Jackie Nose“ D’Amico (1936–2023), Louis „Big Louie“ Vallario (* 1942), Peter „Petey Boy“ Gotti
- 1992–1993: (Gremium) – „Junior Gotti“ Gotti III, „Jimmy Brown“ Failla, „Jackie Nose“ D’Amico, „Big Louie“ Vallario, „Petey Boy“ Gotti
- 1993–1994: (Gremium) – „Junior Gotti“ Gotti III, „Little Nick“ Corozzo, „Jackie Nose“ D’Amico, „Big Louie“ Vallario, „Petey Boy“ Gotti
- 1994–1996: (Gremium) – „Little Nick“ Corozzo, „Jackie Nose“ D’Amico, „Big Louie“ Vallario, „Petey Boy“ Gotti
- 1996–1999: (Gremium) – „Jackie Nose“ D’Amico, „Big Louie“ Vallario, „Petey Boy“ Gotti
- 1999–2005: (Gremium) – Daniel Marino (* 1940); 2011–2014 inhaftiert, Bartolomeo „Bobby Glasses“ Vernace (* 1950); seit 2011 inhaftiert, Giovanni „John“ Gambino (1940–2017)
- 2005–2011: John „Jackie Nose“ D’Amico

### Underboss der Familie
Der Underboss ist die Nummer zwei in der Verbrecher-Familie, er ist der stellvertretende Direktor des Syndikats. Er sammelt Informationen für den Boss, gibt Befehle und Instruktionen an die Untergebenen weiter. In Abwesenheit des Bosses führt er die kriminelle Gruppe.
| Zeitraum  | Name                     | Spitzname      | Lebensdaten | Todesursache                   | Anmerkung                                               |
| --------- | ------------------------ | -------------- | ----------- | ------------------------------ | ------------------------------------------------------- |
| 1928–1930 | Steve Ferrigno           | Steve          | 1900–1930   | am 5. November 1930 erschossen | Auftraggeber: Salvatore Maranzano                       |
| 1930–1951 | Albert Anastasia         | Mad Hatter     | 1902–1957   | am 25. Oktober 1957 erschossen | wurde 1951 Boss                                         |
| 1951–1957 | Francesco Scalice        | Frank          | 1893–1957   | am 17. Juni 1957 erschossen    | Auftraggeber: Albert Anastasia; Täter: James Squillante |
| 1957–1965 | Joseph Biondo            | Joe Banty      | 1897–1966   | natürlicher Tod                | von Carlo Gambino abgesetzt                             |
| 1965–1985 | Aniello John Dellacroce  | Mr. Neil       | 1914–1985   | natürlicher Tod                | 1973–1975 inhaftiert                                    |
| 1985–1985 | Thomas Bilotti           |                | 1940–1985   | am 16. Dez. 1985 erschossen    | Auftraggeber: John Gotti                                |
| 1985–1986 | Frank DeCicco            | Frankie D      | 1935–1986   | am 13. April 1986 ermordet     | Auftraggeber: Vincent Louis Gigante                     |
| 1986–1990 | Joseph Armone            | Joe Piney      | 1917–1992   | natürlicher Tod                | wurde 1989 Consigliere; 1988–1992 inhaftiert            |
| 1990–1991 | Salvatore Gravano        | Sammy the Bull | * 1945      |                                | 1991 Pentito                                            |
| 1991–1999 | John Angelo Gotti III    | Junior Gotti   | * 1964      |                                | zeitgleich 1992–1999 Acting Boss; 1999–2009 inhaftiert  |
| 1999–2012 | Arnold Ezekiel Squitieri | Squiggy        | 1936–2022   |                                | wurde 2002–2005 Acting Boss; 2005–2012 inhaftiert       |
| 2012–2015 | Frank Cali               | Franky Boy     | 1965–2019   | am 13. März 2019 erschossen    | wurde 2015 Boss                                         |

Acting Underboss
- 1974–1975: James „Jimmy Brown“ Failla; nach „Mr. Neil“ Dellacroces Entlassung abgesetzt
- 2002–2005: Anthony „Tony Connecticut“ Megale; 1953–2015; 2005–2014 inhaftiert
- 2005–2011: Domenico „Italian Dom“ Cefalu; wurde 2011 Boss

### Consigliere der Familie
Auf derselben Ebene wie der Underboss steht der Consigliere, der Berater der kriminellen Familie. Es handelt sich meist um ein älteres Mitglied der Familie, das in seiner kriminellen Karriere die Stellung des Bosses nicht erreicht und sich nun teilweise von der aktiven kriminellen Tätigkeit zurückgezogen hat. Er berät den Boss und den Underboss und hat dadurch einen beträchtlichen Einfluss und erhebliche Macht.
| Zeitraum   | Name                                  | Spitzname         | Lebensdaten | Todesursache             | Anmerkung                                               |
| ---------- | ------------------------------------- | ----------------- | ----------- | ------------------------ | ------------------------------------------------------- |
| 1928–1931  | Giuseppe Triana                       |                   |             |                          | nach dem Mord an Salvatore Maranzano abgesetzt          |
| 1931–1951  | Philip Mangano                        | Phil              | 1898–1951   | im April 1951 erschossen | Bruder des im April 1951 verschwundenen Vincent Mangano |
| 1951–1957  | Joseph Biondo                         | Joe Banty         | 1897–1966   | natürlicher Tod          | wurde 1957 Underboss                                    |
| 1957–1967  | Joseph S. Riccobono                   | Staten Island Joe | 1884–1975   |                          |                                                         |
| 1967–1987  | Giuseppe „Joseph“ Nicholas Gallo, Jr. | Joe               | 1912–1995   | natürlicher Tod          | 1988–1995 inhaftiert                                    |
| 1987–1989  | Salvatore Gravano                     | Sammy the Bull    | * 1945      |                          | 1990 Underboss; 1991 Pentito                            |
| 1989–1992  | Joseph Armone                         | Joe Piney         | 1917–1992   | natürlicher Tod          | 1988–1992 inhaftiert                                    |
| 1992–heute | Joseph Corozzo, Sr.                   | Jo Jo             | * 1942      |                          | Bruder von Nicholas Corozzo; 2008–2016 inhaftiert       |

## Filme und Dokumentationen
- 1990: GoodFellas – Drei Jahrzehnte in der Mafia: Bei dem von Frank Vincent gespielten „Billy Batts“ handelt es sich um Gambino-Mitglied William DeVino.
- 1991: Die wahren Bosse – Ein teuflisches Imperium: Film über den Krieg von Castellammare, der Gründung der Fünf Familien und des National Crime Syndicates.
- 1996: Der Todeskuss der Cosa Nostra (OT: „Iron Rules – Nach eisernen Regeln“ oder. „Gotti: The Rise and Fall of a Real Life Mafia Don“): TV-Produktion über John Gotti und die Machtkämpfe in der Gambino-Familie
- 1998: The Mob – Der Pate von Manhattan (OT: Witness to the Mob): Der Film erzählt die Mafia-Karriere des Gangsters Sammy Gravano in der Gambino-Familie und seine Beziehung zu John Gotti.
- 2001: Der Pate von New York (OT: Boss of Bosses): Film über die Karriere von Paul Castellano.
- 2007: Der Boss der Bosse (OT: Il capo dei capi): 6-Teilige Serie über die Cosa Nostra, in der John Gambino am Ende der vierten Episode nach Sizilien reist, um den dortigen zweiten großen Mafiakrieg zu beenden.
- 2010: Sinatra Club – Der Club der Gangster: Low-Budget-Film über den jungen John Gotti, der versucht, die derzeit verfeindeten Fünf Familien bei einem gemeinsamen Überfall zu vereinigen.
- 2011: Bulletproof Gangster: Film über das Leben von Danny Greene und dessen Konflikte mit der Mafia in Cleveland und der Gambino-Familie.
- 2012: The Iceman: Film über den Mafia-Killer Richard Kuklinski (Spitzname „The Iceman“), der im Auftrag für Gambino-Mitglied Roy DeMeo (gespielt von Ray Liotta) Mordaufträge ausführt.
- 2014: Im Netz der Mafia – Die Geheimakten des FBI: britische 13-teilige Dokumentationsserie (Folge 4: Der Medienstar: John Gotti / Folge 11: Der Serienkiller: Roy Demeo)
- 2014: Rob the Mob – Mafia ausrauben für Anfänger: Wahre Geschichte über ein junges Paar, das Mafia-Clubs während des großen John-Gotti-Prozesses überfällt.
- 2018: The Life and Death of John Gotti: Film über das Leben John Gottis während seines Aufstiegs und Falls in den Reihen der Gambino-Familie.